# کست ۶۹۳۶
سیارک ۶۹۳۶ (به انگلیسی: 6936 Cassatt، نامگذاری:6573P-L) شش هزار و نهصد و سی و ششمین سیارک کشف شده‌است که در ۲۴ سپتامبر ۱۹۶۰ کشف شد.
قدر مطلق سیارک برابر ۱۳٫۴۰ است.